# Fragnes
Fragnes is een plaats en voormalige gemeente in het Franse departement Saône-et-Loire in de regio Bourgogne-Franche-Comté en telt 895 inwoners (1999). De plaats maakt deel uit van het arrondissement Chalon-sur-Saône.

## Geschiedenis
Fragnes maakte deel uit van het kanton Chalon-sur-Saône-Nord totdat dit op 22 maart 2015 werd opgeheven en de gemeente opgenomen werd in het op die dag gevormde kanton Chalon-sur-Saône-1, net als de buurgemeente La Loyère, waarmee Fragnes op 1 januari 2016 fuseerde tot de commune nouvelle Fragnes-La Loyère.

## Geografie
De oppervlakte van Fragnes bedraagt 3,9 km², de bevolkingsdichtheid is 229,5 inwoners per km².
De onderstaande kaart toont de ligging van Fragnes met de belangrijkste infrastructuur en aangrenzende gemeenten.

## Demografie
Onderstaande figuur toont het verloop van het inwonertal (bron: INSEE-tellingen).